# Barrington (Illinois)
Barrington ist ein 1865 gegründetes Village im Cook County und im Lake County im US-Bundesstaat Illinois. Das U.S. Census Bureau hat bei der Volkszählung 2020 eine Einwohnerzahl von 10.722 ermittelt. Barrington gehört zur Metropolregion Chicago.
Die Postleitzahl für Barrington und die umliegende Gegend (inklusive South Barrington, North Barrington, Barrington Hills, Lake Barrington, Tower Lakes, und kleine Teilbereiche von Deer Park und Inverness) ist 60010; es ist einer der wohlhabendsten Postleitzahlbereiche der USA.

## Demografie
Nach der Volkszählung im Jahr 2000 lebten in Barrington 10.168 Menschen. Davon wohnten 13 Personen in Sammelunterkünften, die anderen Einwohner lebten in 3767 Haushalten und 2798 Familien. Die Bevölkerungsdichte betrug 854 Einwohner pro Quadratkilometer. Es wurden 3903 Wohneinheiten erfasst. Ethnisch betrachtet setzte sich die Bevölkerung zusammen aus 96,16 Prozent weißer Bevölkerung, 0,62 Prozent Afroamerikanern, 0,13 Prozent amerikanischen Ureinwohnern, 2,00 Prozent Asiaten, 0,01 Prozent Bewohnern aus dem pazifischen Inselraum und 0,31 Prozent aus anderen ethnischen Gruppen; 0,77 Prozent gaben die Abstammung von mehreren Ethnien an. 2,33 Prozent der Einwohner waren spanischer oder lateinamerikanischer Abstammung.
Von den 3.768 Haushalten hatten 39,6 Prozent Kinder oder Jugendliche, die mit ihnen zusammen lebten. 64,0 Prozent waren verheiratete, zusammenlebende Paare, 8,0 Prozent waren allein erziehende Mütter und 25,7 Prozent waren keine Familien. 22,2 Prozent waren Singlehaushalte und in 9,8 Prozent lebten Menschen im Alter von 65 Jahren oder darüber. Die durchschnittliche Haushaltsgröße betrug 2,70, die durchschnittliche Familiengröße 3,20 Personen.
Die Bevölkerung verteilte sich auf 29,9 Prozent unter 18 Jahren, 4,3 Prozent von 18 bis 24 Jahren, 28,0 Prozent von 25 bis 44 Jahren, 25,1 Prozent von 45 bis 64 Jahren und 12,7 Prozent von 65 Jahren oder älter. Das durchschnittliche Alter (Median) betrug 39 Jahre. Auf 100 weibliche Personen kamen 90,4 männliche Personen; bei den ab 18-Jährigen kamen auf 100 Frauen 86,7 Männer.
Das jährliche Durchschnittseinkommen eines Haushalts (Median) betrug 83.085 US-$, das Durchschnittseinkommen einer Familie 102.120 $. Männer hatten ein Durchschnittseinkommen von 80.232 $, Frauen 38.795 $. Das Pro-Kopf-Einkommen von Barrington betrug 43.942 $. Unter der Armutsgrenze lebten 2,3 Prozent der Familien und 3,1 Prozent der Einwohner, darunter 3,7 Prozent der Einwohner unter 18 Jahren und 3,8 Prozent der Einwohner im Alter von 65 Jahren oder älter.

## Bedeutende Bewohner von Barrington und Umgebung
- Melissa Bean (* 1962), Politikerin
- Bryan Bulaga (* 1989), American-Football-Spieler
- Sean Combs (* 1969), Musiker
- Kirk Cousins (* 1988), American-Football-Spieler
- Casey Larson (* 1998), Skispringer
- Jeff Likens (* 1985), Eishockeyspieler
- Bill Moseley (* 1951), Schauspieler
- Henry Paulson (* 1946), Geschäftsmann und Politiker
- Gene Wolfe (1931–2019), Autor
- Veronica Roth (* 1988), Schriftstellerin